# Holger Brügmann
Holger Brügmann (vorher Holger Drzyszga) (* 6. Juli 1960) ist ein ehemaliger deutscher Fußballspieler.

## Karriere
Brügmann spielte vier Jahre für den TSV Schwarzenbek. 1981 kam er aus Lauenburg zum ASV Bergedorf. Der als Installateur beruflich tätige Stürmer traf Ende August 1982 mit Bergedorf vor 12 000 Zuschauern im DFB-Pokal auf den FC Bayern München. Brügmann erzielte in der 68. Minute das 1:0 für die Amateurmannschaft, das bis zur 90. Minute Bestand hatte, ehe München ausglich und 5:1 nach Verlängerung gewann.
Er wechselte im Frühsommer 1983 zum Hummelsbütteler SV, um die Mannschaft in der Aufstiegsrunde zur Oberliga zu verstärken. Er spielte anschließend weiterhin für Hummelsbüttel, gewann 1984 den Meistertitel in der Verbandsliga und war mit sieben Toren in der Aufstiegsrunde erheblich daran beteiligt, dass die Mannschaft das Teilnahmerecht für die Oberliga errang.
Der mittlerweile in Lauenburg als Kraftfahrer tätige Brügmann erwog im Sommer 1984, sich aus beruflichen Gründen zum Verbandsligisten Bergedorf zurückzuziehen, nahm dann aber ein Angebot des Bundesligisten Eintracht Braunschweig an. Hummelsbüttel forderte erst eine Ablösesumme von 30 000 D-Mark. Die Braunschweiger schalteten den Deutschen Fußball-Bund ein, der eine Beteiligung Brügmanns früherer Vereinen anordnete, wodurch der TSV Schwarzenbek mit 16 000 D-Mark die höchste Summe erhielt und Hummelsbüttel 4500 D-Mark zugestanden wurden. Für die Eintracht absolvierte er sechs Spiele, bei allen Einsätzen wurde er eingewechselt. Nach einem Jahr im Oberhaus des deutschen Fußballs wechselte Brügmann zum VfL Wolfsburg.